# Ciasto parzone

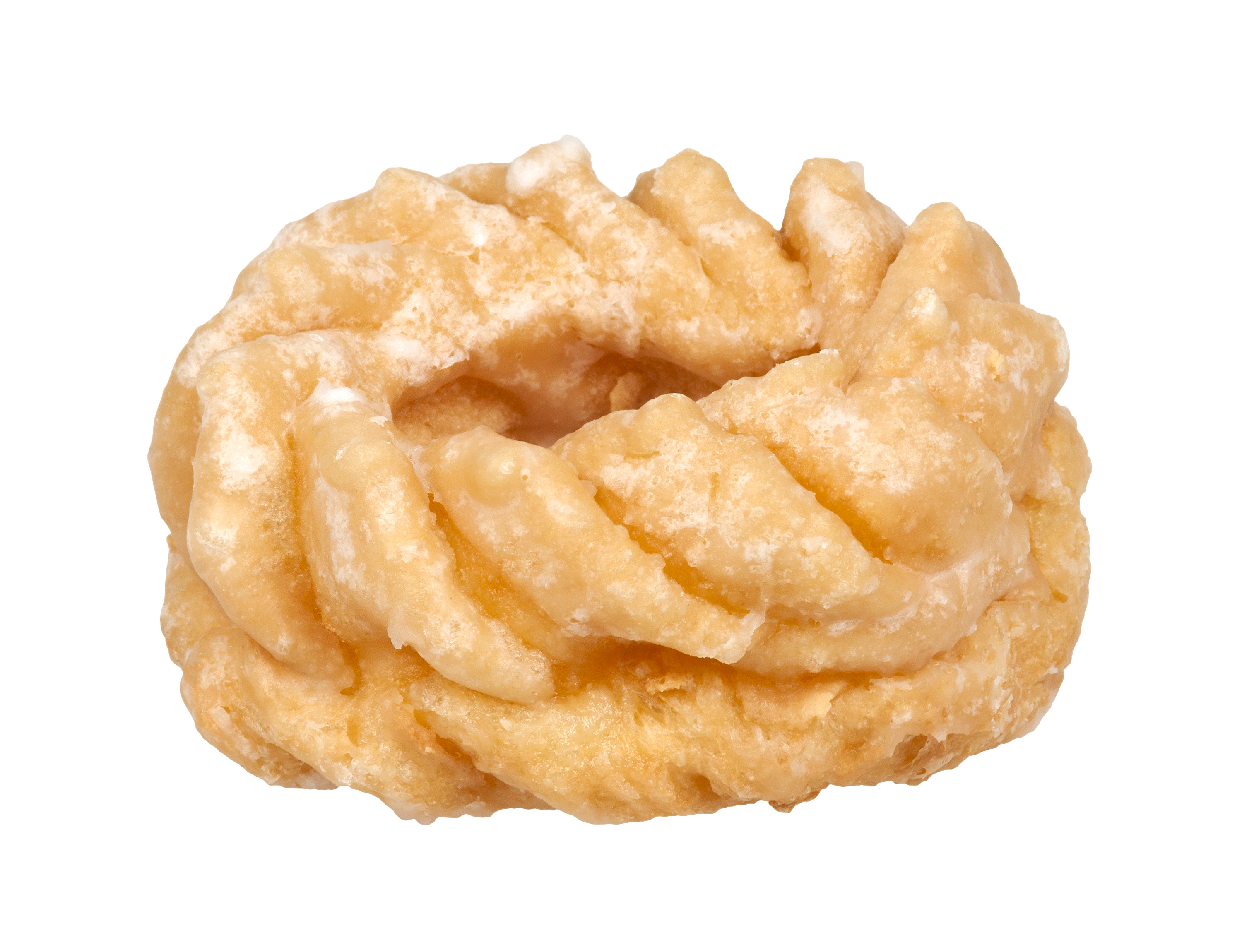
Francuski lukrowany pączek z ciasta parzonego („gniazdko”, „oponka”), smażonego w głębokim tłuszczu.

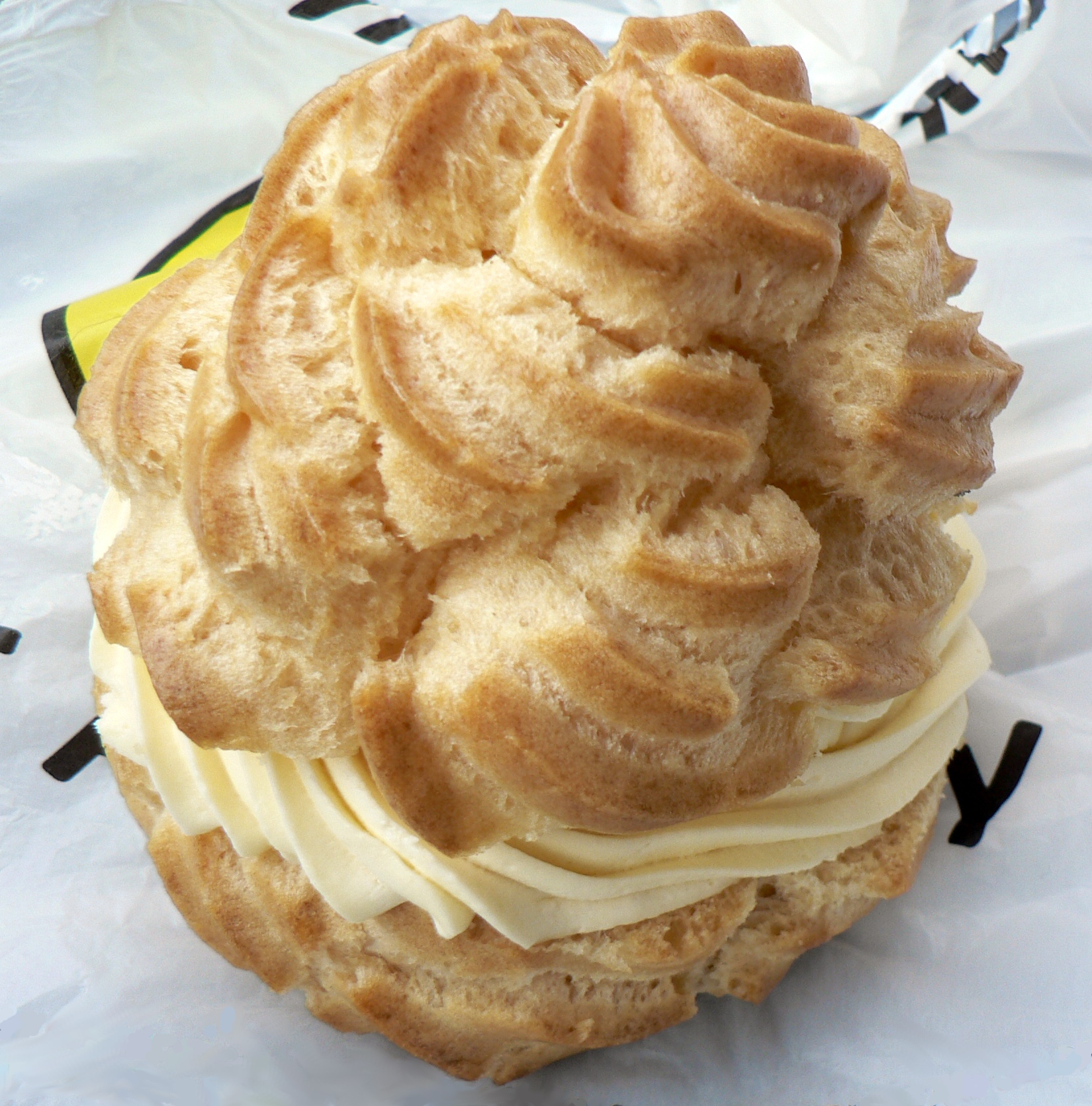
Ptyś.

Ciasto parzone (ciasto ptysiowe) – rodzaj ciasta otrzymywanego przez zaparzenie mąki pszennej mieszaniną wody z tłuszczem.
Przepis na ciasto parzone powstał w XVIII wieku za sprawą dwóch osób: cukiernika Jeana Avice’a oraz cukiernika i kuchmistrza Marie-Antoine’a Careme’a. Od nazwy pâte à choux oznaczającej ciasto parzone powstało określenie dla gotowych wyrobów takich jak ptysie czy profiterolki: petit-chou, co oznacza dosłownie „kapustkę”. Jest to nawiązanie do kształtu przypominającego kapuścianą głowę.
Składniki potrzebne do przyrządzenia ciasta: mąka, woda, tłuszcz (masło), jaja, sól. Wypiekanie odbywa się w temperaturze 190–220 °C.
Upieczone wyroby z ciasta parzonego są:
- lekkie
- suche
- puste w środku
- o słomkowym kolorze